# Parafia św. Jadwigi Królowej we Wschowie
Parafia św. Jadwigi Królowej we Wschowie – rzymskokatolicka parafia, położona w dekanacie Wschowa, diecezji zielonogórsko-gorzowskiej, metropolii szczecińsko-kamieńskiej w Polsce, erygowana 23 sierpnia 2000. Pierwszym proboszczem i budowniczym kościoła parafialnego był ks. Krzysztof Maksymowicz.

## Proboszczowie
- ks. Zbigniew Bujanowski (23 sierpnia – 2001)
- ks. Krzysztof Maksymowicz (22 sierpnia 2001 – 2020)
- ks. Adam Tablowski (od 19 grudnia 2020)